# Gige
Gige község Somogy vármegyében, a Kaposvári járásban.

## Fekvése
A település Kaposvártól délnyugatra 23 kilométerre fekszik. Központján áthalad a Nagybajom-Kadarkút közti 6618-as út, északi szomszédjától, a 61-es főút mentén, hét kilométerre fekvő Kiskorpádtól a 6617-es út vezet idáig. Ezzel az összekötő műúttal kapcsolódott be a település a megye vérkeringésébe. Vasútvonal legközelebb Kiskorpádon és Jákóban van, de rendszeres autóbuszjárat köti össze Gigét Rinyakovácsival, Csököllyel, Kiskorpáddal és Kaposvárral. Két másik szomszéddal, Kisasszonddal és Bárdudvarnokkal a községet csak földút köti össze, korábban tervezték Bárdudvarnokkal a szilárd burkolatú út építését.

## Története
A község neve már az 1332-37-es pápai tizedjegyzékben szerepel, egy évszázaddal később Hedrehely mezővároshoz tartozott, és Gegeh alakban említették nevét. A néphagyomány szerint eredetileg Gége volt a neve és Gyge néven szerepel először, amikor 1446-ban Hunyadi János kormányzó az Emekei és a Beregfalvi családoknak adományozta. Később, a XVIII. században a Mérey, a Somssich és az Esterházy családok voltak a birtokosai. 1618-ban már református gyülekezete volt, amely még abban a században felépítette templomát is. Az 1700-as években ezt a templomot el akarták venni a református hívektől, de a helytartótanácsi ítélet végül meghagyta a birtokukban. 1992-ben az erőd jellegű templomdomb rendezésekor, amikor a II. világháború hősi halottainak emlékművét kívánták felállítani, emberi csontmaradványok kerültek a felszínre. Feltehető, hogy hajdan itt temetkeztek is. A héber feliratú sírkövekből, melyeket a község temetőjében találtak a ravatalozó építésekor, lehet következtetni arra, hogy Gigén akkora zsidó közösség is élt, hogy érdemes volt számukra temetkezőhelyet nyitni.
Virágzó, jól gazdálkodó település volt a századfordulón és az azt követő néhány évtizedben: 1930-ban több mint 1200-an laktak itt, a lakosság jelentős területen dohánytermeléssel is foglalkozott. A községben három cséplőgép-, és egy malomtulajdonos volt, dohány- és marhakereskedők éltek a faluban, két bognár, három cipész, egy kovács, egy kőműves, fűszer- és vegyeskereskedő, hentes és mészáros látta el a szolgáltatásokat. A jól gazdálkodó községet nagyon megtépázta a második világháború, hanyatlása feltehetően akkor kezdődött el. Lakosságát a nagybajomi front, a Margit-vonal közelsége miatt kitelepítették. Az egymást váltó csapatok szinte mindent elpusztítottak, még a kutak is használhatatlanná váltak. Az első szövetkezet 1954-ben alakult, majd 1956-ban felbomlott. 1959-ben, a „nagy” tsz-szervezések idején alakult ismét szövetkezet, amely előbb a szomszédos Rinyakovácsival, majd 1972-ben Csököllyel egyesült. Ezekre az évekre esik a település lélekszámának rohamos csökkenése. Az akkori központosítási törekvéseknek megfelelően, előbb a felső tagozatot (1969), majd az alsót (1975) is Csökölybe körzetesítették. Az iskolából szolgálati lakás, s orvosi rendelő lett, megtartva a korábbi katolikus imaházi funkcióját is (a tanterem katedra felőli oldalán a falrészt teljesen takaró kihajtható oltár van beépítve, amely vélhetően már az építés idejétől így funkcionál). A hajdan református községben a felekezeti arányok megváltoztak, ma már a lakosság 60%-a katolikus.
A még másfél évtizede is meglehetősen elzárt község életében a nyitás lehetőségét nyújtotta a kiskorpádi összekötőút megépítése, s az önkormányzati finanszírozással (Csököly, Rinyakovácsi, Gige, Kiskorpád) szervezett autóbuszjáratok indítása, valamint az 1993-ban épített vezetékes ivóvízrendszer.
A község elnéptelenedése az utóbbi években megállt. A hatvanas-hetvenes években, megüresedett házakba az akkori társadalompolitikai törekvéseknek megfelelően, főként cigány lakosság költözött: mára az itt élőknek mintegy felét alkotják.[forrás?]
A rendszerváltás után a gigei határt is magába foglaló csökölyi szövetkezetet felszámolták. A kárpótlás során néhányan újra kezdték a magángazdálkodást 5-50 ha területen, a tulajdonosok többsége viszont bérbe adta földjeit.

### Gige régi említése
1525. február 17. A PANNONHALMI APÁT ÉS KONVENT PANASZA A KIRÁLY ELŐTT AZ IRAT: A: OL DF 208266. (SzBFL Konv. N. 1441. Capsarium 59. Litterae Mm.) Tartalma: A somogyi konvent jelenti II. Lajos királynak, hogy 1525. január 25-én kelt parancsának, amelyben meghagyta, hogy Máté pannonhalmi apát és konventje panaszára Török Bálintot, csulai Móré Lászlót, báti Dersffy Miklóst, Ellyevölgyi János nádori ítélőmestert, Fajszi Jánost és Ipoltffy Jánost – akik az 1524. évi Somogy vármegyei tizedeket a maguk jószágain lefoglalták – a király személyes jelenléti bírósága elé idézzék meg, eleget tett. [Az irat külzetén:] Personali presentie regie. Pro reverendo et religiosis fratribus Matheo abbate et conventu monasterii Sancti Martini sacri Montos Panonie[!] contra magnificos et egregios Ladislaum More, Nicolaum Dersffy de Bath, Iohannem de Fayz et alios intra nominatos ad decimum…Ellyewelghy, necnon Ladislai More, Nicolai Dersfy et Iohannis Ipothffy possessionibus in eisdem habitas eisdem ad exhibendum…idem nostrum testimonium ad possesionem Gyge nominatam in eodem comitatu Simigiensi existentem et per consequens domum et curiam nobilitarem predicti Iohannis de Fayz in eodem Gyge existentis habitas eidem ad exhibendum et presentandum detullisset et deportasset, ubi eundem personaliter………[forrás?]

### Az 1848-49-es szabadságharc
Bizonyára több katonát adott a község a szabadságharchoz, de teljes bizonyossággal csak három zsidó származású személyről van bővebb információ. Fürst Lipót 1848 őszén vonult be és századosi rangig emelkedett. A szabadságharc leverése után besorozták a császári seregbe. A későbbiekben Somogynagybajomban telepedett le ( ma Nagybajom).Rajta kivül Fuksz János és Beck Jakab honvédek harcoltak a szabadságharcban.

## Közélete

### Polgármesterei
- 1990–1994: Simon Károly (független)[4]
- 1994–1998: Mike Tibor (független)[5]
- 1998–2002: Mike Tibor (független)[6]
- 2002–2006: Koszti Sándor (független)[7]
- 2006–2010: Koszti Sándor (független)[8]
- 2010–2014: Koszti Sándor (független)[9]
- 2014–2019: Dr. Bálint Ildikó (független)[10]
- 2019–2024: Dr. Bálint Ildikó (független)[11]
- 2024– : Dr. Bálint Ildikó (független)[1]

## Földrajza és gazdasága
A környéken változatos a felszín: a község a zselici dombvidék és a belső-somogyi homokhát határán fekszik. A határban legfőképp mezőgazdasági növénytermesztés folyik, s a földeken búzát, kukoricát termesztenek. A környező erdőkben gyakori az apróvad, őzet, szarvast is találni.
A falunak az 1922-ben épült malommal némi ipara is volt. A környékről ide szállították őrlésre a gabonaféléket. A malom 2 dupla hengerszékes, 1 kőjáratos, daragéppel és koptatógéppel volt felszerelve. A hengermalom tulajdonosa Tóth József, valamint József és György nevű fiai voltak. A malom az 1964-65-ös év körül került leszerelésre.

## Nevezetességei

### Református templom
Gige református temploma a krónikák szerint az egyik legrégebbi a környéken. 
Többszöri felújítása során és a műemléki feltárásakor sírokat találtak, valamint a tornyon egyebek mellett egy hébe nyelvű faragott kőtáblára bukkantak.
A következő felirat is az épületben olvasható:
1517-1917. október 31.
A szentháromság
Egyörök igazisten
Anyaszentegyháza
Eredeti fundamentumára
Vissza helyezésének négyszázados
Emlékére
Más fundamentumot senki nem
Vehet azon kívül mely egyszer
Vettetett mely a Jézus Krisztus”
(1 Kor III 11)

## Nevezetes személyek
- Baka János  építészmérnök
- Bodor Imre fafaragó
- Barakonyi (Bohenszky) Adolf ( Belovár, 1895-  xx ) jegyző
- Dr. Bohenszky György orvos
- Dr. Császár Elemér[12] fizikus, egyetemi tanár, az MTA levelező tagja
- Császár István református lelkész
- Dr. Darák Jánosné sz. dr. Selyem Tóth Jolán[12] jogász, nyugalmazott főügyészhelyettes
- Csontos László[12] szociológus
- Fürst Lipót, az 1848-49-es  szabadságharc századosa
- Jónás József[12] szociálpedagógus
- Löw Antal tanár
- Selyem Tóth Sándor[12] villamosmérnök, amatőr helytörténész
- Somogyi György[12] református lelkész
- Dr. Török Béla[12] orvos, az orvostudomány doktora
- Zalai Márk, kereskedelmi akadémiai tanár

### Tanítók az 1920-as évektől
Pethes Ernő ref., Szabó János kat., Nagy Ferenc ref., Tölgyesi Dezső kat., Kapitány Zoltán ref. isk. igazgató, Cselényi János, Henkei Zoltán, Karbuczky Lajos igazgató, Fülöp J. Ilona, Ács Zsuzsanna, Laczó Elemér, Kövessy Ferencné, Mike Tiborné

## Vallás
Gigén zsidó közösség is élt. 1778-ban már sakter volt a községben. A zsinagóga a falu közepén épült fel. A szabadságharcban a helyi zsidó Fürst Lipót, aki 1848 őszén vonult be, századosi rangig emelkedett. (Később Nagybajomban telepedett le.) Gigében 1886-ig zsidó rabbinátusi kerületi központ volt, ezt követően ez Nagyatádra került, vélhetően ekkor csökkent a gigei zsidóság jelentősége, vitalitása. A zsinagógát 1920 körül lebontották és községházát, valamint malmot építettek belőle, Barakonyi (korábban Bohenszky) jegyző idejében. A zsinagóga a jelenlegi községháza helyén állt, udvarán, talán korábban a zsinagóga kubatúráján belül sírok rejtőznek. Az utolsó rabbit Bergernek hívták. A községben nagy kiterjedésű zsidó temető is volt szép sírkövekkel, ezt főleg a 60-as években széthordták, talán a nyomai még fellelhetőek.
Gige községben az 1920-as évek elejéig nagy méretű zsinagóga állt, amelyből a még álló malmot és községházat is építették.
Annak ellenére, hogy az 1900-as népszámlálás 72%-os református többséget mutatott, 1930-ra kisebbségbe kerültek (43%). Az egykori összeírások úgy tudják, katolikus népiskolája már a XVIII. század közepén is létezett. A század első felében a reformátusok szintén működtettek egy népiskolát. A faluban az 1948-as államosítást követően még 1978-ig működött iskola.

### Református lelkészek
Szentgyörgyi István (1792)*, Szabó Ferenc¤ 1881-ig, ezt követően Kaposváron szolgált, Bekő Benő evangélikus, református lelkész (1884-ben szerző dédszüleit eskette a családi biblia tanúsága szerint), (Császár István (1854. július 26. – 1921. március 26.) 30 éven át volt a gigei református egyház lelkipásztora. Császár Elemér professzor édesapja), Sárosi István (az orosz katonák kegyetlenkedése következtében családjával a halálba menekült), Varga .., Bata Elek, Bódis József, Gál Kálmán.(A továbbiakban a községnek csak más településről idejáró lelkésze volt.).

### Katolikus papok
Csontos József Ferences missziós testvér (1926 – 1951. január 9.), Körmendi Béla (1937). A katolikus misék a volt katolikus iskola osztálytermében voltak a kinyitható oltár előtt. A későbbiekben minden esetben csak az egyház által biztosított más településről idejáró papok tartották a szentmiséket.

## Népművészet
Gigét ebben a vonatkozásban is több néprajzzal, népművészettel kapcsolatos kiadványban megemlítik. Ez különösen a népi építészetre, a népi játékokra (például kukoricaszárból készült hegedű, szekér ökrökkel) és a ruházattal, kézimunkázással kapcsolatban állítható. A talpas házra majd a továbbiakban kitérünk, itt had emlékezzünk meg egy másik területről, amelyet 1912-ben kiadott művében a Magyar nép művészete IV. részében Malonyai Dezső tesz közzé és állít emléket a gigei tímárság és szűcsmesterség hagyományainak.
Régente, amikor még csekély volt a posztóipar s a posztó még drága volt, a nép téli ruházatát állati bőrökből készíttette. A múlt század derekán Somogyban virágzott a szűcsipar. A birkatenyésztés mellett a birkák bőrével is élénk kereskedést folytattak. A céhrendszer eltörlésével kezdődött a rohamos hanyatlás olyannyira, hogy ma már egész Somogyban nincs mesterségét folytató népies szűcs.

## Demográfia
Érdekes a falu lakosság számának alakulása, vélhetően a nagyobb ugrások abból is adódhatnak, hogy a permterületek, puszták hol a faluhoz tartoztak, hol nem. Illetve bizonyosan a református üldözés következménye lehet a XVIII. század közepétől a lakosság növekedése.[forrás?]
- 1720-ban ~650,
- 1785-ben 1024,
- 1870-ben 1070,
- 1891-ben 1074,
- 1900-ban 1106,
- 1910-ben 1186,
- 1920-ban 719,
- 1930-ban 1205,
- 1949-ben 1060,
- 1960-ban 940*,
- 1990-ben 323,
- 2003-ban 380.

*más forrásból: 604
| Lakosok száma | 377  | 373  | 367  | 383  | 377  | 382  | 390  |
|               | 2013 | 2014 | 2015 | 2021 | 2022 | 2023 | 2024 |

A 2011-es népszámlálás során a lakosok 91,7%-a magyarnak, 46,6% cigánynak, 1,1% németnek mondta magát (8,3% nem nyilatkozott; a kettős identitások miatt a végösszeg nagyobb lehet 100%-nál). A vallási megoszlás a következő volt: római katolikus 73,5%, református 13,9%, felekezet nélküli 2,9% (9,7% nem nyilatkozott).
2022-ben a lakosság 93,1%-a vallotta magát magyarnak, 39,5% cigánynak, 1,9% németnek, 0,3% románnak, 0,8% egyéb, nem hazai nemzetiségűnek (6,9% nem nyilatkozott; a kettős identitások miatt a végösszeg nagyobb lehet 100%-nál). Vallásuk szerint 25,5% volt római katolikus, 5,3% református, 0,3% evangélikus, 39,3% felekezeten kívüli (29,7% nem válaszolt).

### Cigányság
1847-ből maradt fenn az a somogyi perirat, melyben nem cigány betyárok között találkozunk egy cigány fiatalasszony nevével. Köpe Jóska és Cseh Jancsi bandájának volt a tagja a 24 éves, Gige faluban lakó, római katolikus Nyári Vica. Zabla Jóska nevű cigány betyárnak volt a felesége, de a férjet börtönbe zárták, és a magára maradt asszony, aki valószínűleg már gyermekkorában kiszakadt cigány közösségéből, a korszakban tipikusnak mondható kényszerpályára került, Köpe Jóska szeretőjeként betyárok között lelve alkalmi közösségre. 1847. november 24-én Nemesdéden lótolvajlás miatt hallgatták ki, mint Köpe Jóska és Cseh Jancsi bűntársát. Vica azt állította, hogy ő vétlenül keveredett a lólopási ügybe, úgy tudta, hogy a lovakat Köpe Jóska vásárban vette. Nem gyanította azt sem, hogy a lovakról írt okmányok hamisak, mondván, hogy „máskor jobban tudnék ilyen dologban magamra vigyázni”. Nem tudjuk, hogy a törvényszéken hitelt adtak-e Vica szavainak, az ítélet nem található meg a per aktájában.
Gönczi Ferenctől tudhatjuk, hogy Köpe Józsefet 1864-ben kivégezték, elfogója Vittek Sándor volt, aki 240 pengő jutalmat kapott. Tőle tudhatjuk azt is, hogy a Gige melletti Kisasszondon működött bizonyos Selem Józsi nevű betyár, tehát így még az sem kizárt, jelen sorok rögzítője valamelyik őse, rokona is betyárkodott!